# José Luis Cordero
José Luis Cordero «Pocholo» es un cantante y actor mexicano de cine y televisión. Hijo del folklorista Víctor Cordero Aurrecoechea, autor de corridos como: “Juan Charrasqueado”, “Gabino Barrera”, entre otros. Es también sobrino del actor Joaquín Cordero y el padre de Luis Christian Cordero Oñate.

## Biografía

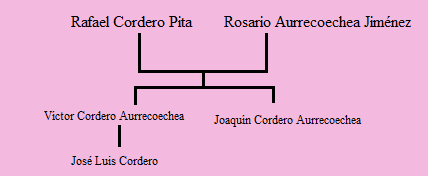
Árbol genealógico de José Luis Cordero

José Luis fue el segundo hijo de cinco hermanos, nació en el Distrito Federal y desde muy pequeño descubrió que tenía talento para las actividades artísticas. Estando en la preparatoria, se metió a estudiar la carrera de actuación durante 3 años, en la academia de Andrés Soler, lo que es la academia de la ANDA.
Saliendo de la academia se va a un taller de actuación de Televisa dirigido por Adrián Ramos “Pepe Celaya” donde estuvo estudiando dos años y luego hubo una selección de los nuevos “Cachunes”, donde entró al grupo de los “Titanes” en el papel de “Carolino”.
En 1985 hizo la obra “Vacachunes” en el Teatro de los Insurgentes y con el Terremoto de México de 1985, se para todo y tiempo después acaba la etapa de ¡¡Cachún Cachún Ra Ra!!
El productor Luis de Llano Macedo hace el piloto del programa de televisión Papá soltero (1987) y llaman a José Luis Cordero para que haga el personaje de Apolonio Godínez López “Pocholo” el conserje, durante ocho años.
En 1997 participó en la serie Mi generación, producida también por Luis de Llano Macedo, haciendo el papel de varios personajes en Ixtapa-Zihuatanejo.
En la música ha alternado con Javier Bátiz, Álex Lora del “TRI”, Luis Álvarez de “El haragán”, entre otros; con géneros como lo es el Blues y el Rock.

## Filmografía

### Películas
- Infelices Para Siempre (2023)...
- Una última y nos vamos (2015)
- Un tigre en la cama (2009)
- La fórmula de Rasputín (2001) (Video-Home)
- Vamos al baile (1996)
- Me tengo que casar/Papá soltero (1995) .... Pocholo
- Mecánica mexicana (1995)
- Los cargadores (1995)
- A ritmo de salsa (1994)
- La cantina (1994)
- Le pegaron al gordo (La Lotería II) (1994)
- Suerte en la vida (La Lotería III) (1994)
- Encuentro sangriento (1994)
- Soy hombre y qué (1993)
- Yo no la maté (1993)
- Mi novia ya no es Virginia (1993)
- Cambiando el destino (1992) .... Empleado alquiler de aviones
- ¿Cómo fui a enamorarme de ti? (1991)
- El bizcocho del Panadero (1991)
- Secreto sangriento (1991) .... Sergio
- Domingo trágico (1991)
- La noche del fugitivo (1991)
- La última fuga (1991)
- No tan virgen (1991)
- La verdadera historia de Barman y Droguin (1991) .... Secuestrador
- Retén (1991) (Video-Home)
- Entre la fe y la muerte (1990)
- El camaleón (1990)
- El día de las locas (1990)
- Ruleta mortal (1990) .... Luis
- Fugas del capitán fantasma (1989)
- La mafia tiembla II (1989)
- No le saques, pos no le metas (1989)
- Al filo de la muerte (1989)
- Te gustan, te las traspaso (1989)
- Chiquita... No te la acabas (1989)
- El Francotirador fenómeno (1989)
- Sabadazo Sábado D.F. (1988) .... Policía
- Destrampados in Los Angeles (1987)
- Cursilerías (1986)
- Quiéreme con música (1957)

### Telenovelas
- Por amar sin ley (2019).... Sr. Martínez
- Dos hogares (2011-2012) .... Mario
- Hasta que el dinero nos separe (2009-2010) .... Martín Treviño
- Al diablo con los guapos (2007-2008) .... Horacio
- La fea más bella (2006-2007) .... Paco Muñoz
- Contra viento y marea (2005) .... Pocholo
- Mujer de madera (2004-2005) .... Felipe Calderón
- Velo de novia (2003-2004) .... Gumaro
- ¡Vivan los niños! (2002-2003) .... Patotas
- Clase 406 (2002-2003) .... Padre de Fercho
- Aventuras en el tiempo (2001)
- Carita de ángel (2000-2001) .... Facundo
- DKDA Sueños de juventud (1999) .... Librado
- Por tu amor (1999)
- Soñadoras (1998-1999) .... Ismael
- Confidente de secundaria (1996) .... Apolonio
- La indomable (1987) .... Rubén

### Programas de TV
- Papá soltero (2025) ... Pocholo[3]
- Esta historia me suena (2020-2022) ... Varios personajes[4]
- Cuenta pendiente (2014)
- Como dice el dicho (2012-2020) ... Varios personajes
- La rosa de Guadalupe (2009-2021) ... Varios personajes
- Programa Muévete (2009)
- Vecinos (2005-2006) Capítulos: “La toalla del mojado II” (2006) y “El dilema del jacuzzi” (2005) .... El Mezclas
- Bajo el mismo techo Capítulo: "Cuidado con el agua" (2005) .... Plomero
- Incógnito (2005) Capítulo: "Vagabundos"
- Mujer, casos de la vida real (2002-2006) Capítulos: “Entre hermanas: Los vuelcos de la vida” (2006), “La puerta falsa” (2005), “Mayo de 1984 I y II” (2005), “El alma de la fiesta” (2003), “Sirena de otoño” (2003) .... Padre de Laura y 6 capítulos más.
- ¿Qué nos pasa? (1998-1999)
- Mi generación (1997-1998) .... Varios personajes
- Papá soltero (1987-1994) .... Pocholo
- ¡Cachún Cachún Ra Ra! (1981-1987) .... Carolino (1984-1987)